# Aristide Maillol
Aristide Maillol (katalánul Aristides Maillol) (Banyuls-sur-Mer, 1861. december 8. – Banyuls-sur-Mer, 1944. szeptember 27.) katalán származású francia szobrász, festő és grafikusművész. A franciaországi szobrászatban legnagyobb ellenfele Auguste Rodin, aki 20. századi európai szobrászatot jelentősen befolyásolta. A Nabis művészeti csoportosulás tagja.

## Életútja, munkássága
Korán eldöntötte, hogy festő szeretne lenni, 1881-ben Párizsba ment tanulni, nem vették fel mindjárt az École-de Beaux-Arts-ra, 1885-ben sikerült bejutnia, itt Jean-Léon Gérome és Alexandre Cabanel voltak a mesterei. Korai festményeit Paul Gauguin és Pierre Puvis de Chavannes hatása alatt festette, együtt tartott ő is a Pont-aveni iskola és a Nabis csoport festőivel a szimbolista és a pointillista stílus irányába.
Gauguin irányította érdeklődését a díszítő művészet felé, faliszőnyegek tervezésére biztatta. 1893-ban nyitott is Maillol egy nagy sikerű gobelin műhelyt szülővárosában, mely a gobelin-művészet megújítását jelentette. A maga készítette növényi festékekkel színezett szőnyegszériái igen népszerűek voltak. Ebben a műhelyben dolgozott Clotilde Narcis, Maillol majdani felesége és aktszobrainak modellje. Az 1890-es évek közepétől már kis viasz és terrakotta szobrokat kezdett formázni, majd a kő és bronz formázására is áttért, érdeklődése a szobrászat felé fordult és Párizsba költözött 1896-ban, immár feleségével együtt.
Szakított a Rodin hatása alatt elterjedt vázlatszerű, festőies, minden plasztikai komponálás nélküli iránnyal, Maillol erős szobrászati zártságra, a leegyszerűsített formák architektonikus felépítésére törekedett. Ebben a törekvésében erősen segítette a keleti, asszír és egyiptomi, az archaikus görög és a régi európai mesterek művészetének tanulmányozása. (Tapasztalatszerző útjait Gróf Harry Kessler (1868-1937) műgyűjtő, mecénás, író és diplomata támogatta.) A konstruktív szobrászati formák kezdeményezésével igen nagy szerep jutott Maillol-nek a modern szobrászat új utakra indításában és hatását az egész újabb szobrászgeneráció megérezte, ezzel Maillol a 20. századi modern szobrászművészet egyik úttörőjévé vált.
Fő témája a ruhátlan emberi test, főleg női aktok, általuk fejezi ki szimbolikus mondanivalóit. Ruhával fedett női alakjain (Flora) a textília szorosan simul a testre, nem bontja meg az alak tömegét. Hatása és jelentősége a szobrászat területén éppen az, ami Paul Cézanne szerepe a festészetben, egy áttörés, túllépés a naturalizmuson, de az impresszionizmuson is. Ismertebb szobrászművészeti alkotásaiból:
- Biciklista (férfi akt, Harry Kessler gyűjteményében)
- Ifjú (férfi akt, H. Kessler gyűjtemény)

- Az éjszaka (női akt, 1902)
- Bányászat
- Meztelen nő
- Kis ülő fürdőző
- A forrás
- Női torzó
- Guggoló nő
- Cézanne-szobor
- A bánat
- Pomona

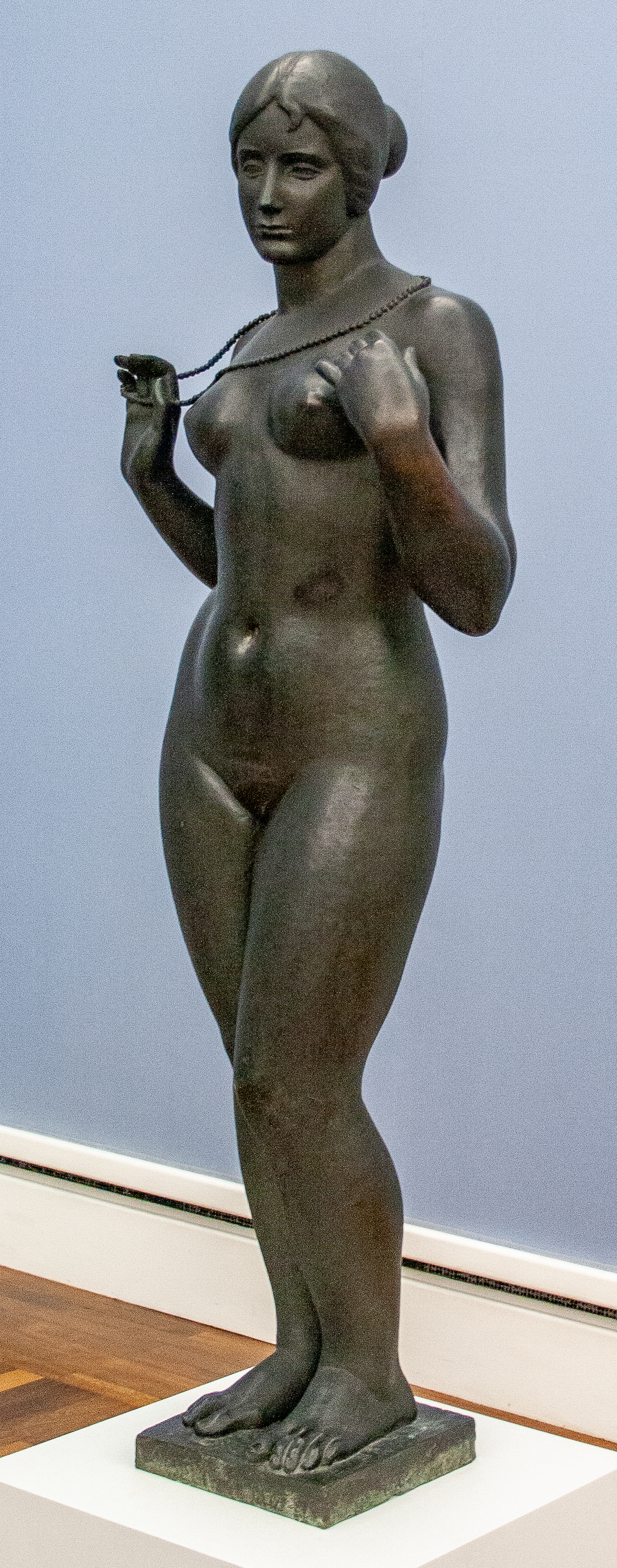
Vénusz nyaklánccal (Neue Pinakothek

Portrészobrai közül kiemelkedik pár női fej és Étienne Terrus (katalánul: Esteve Terrús) és Pierre-Auguste Renoir festők képmásai.
Szobrai láttán hamar felkarolták a párizsi műkereskedők is, kiállított Párizsban, Európa több országában és az Amerikai Egyesült Államokba is eljutott szoborkiállításaival. Jeles, magán- és közgyűjtemények őrzik munkáit, egyes alkotásai köztereket díszítenek. Ülő fürdő nő, Térdelő nő, Féltérdre ereszkedő női akt c. alkotásaiból a budapesti Szépművészeti Múzeum is őriz egy-egy példányt.
Könyvillusztrációi közül legismertebbek Vergilius Eclogáihoz és Longosz Daphnis és Chloe című műveihez készített fametszetei.
Katalán identitását soha nem tagadta meg, a francia mellett a katalán nyelvet is beszélte.
Utazás közben autóbaleset következtében hunyt el.

## Emlékezete
Emlékezetére mind szülővárosában, mind Párizsban működtetnek Maillol-ról elnevezett múzeumokat, szobrai halála után is rendszeresen szerepelnek kiállításokon.

## Köztéri szobraiból

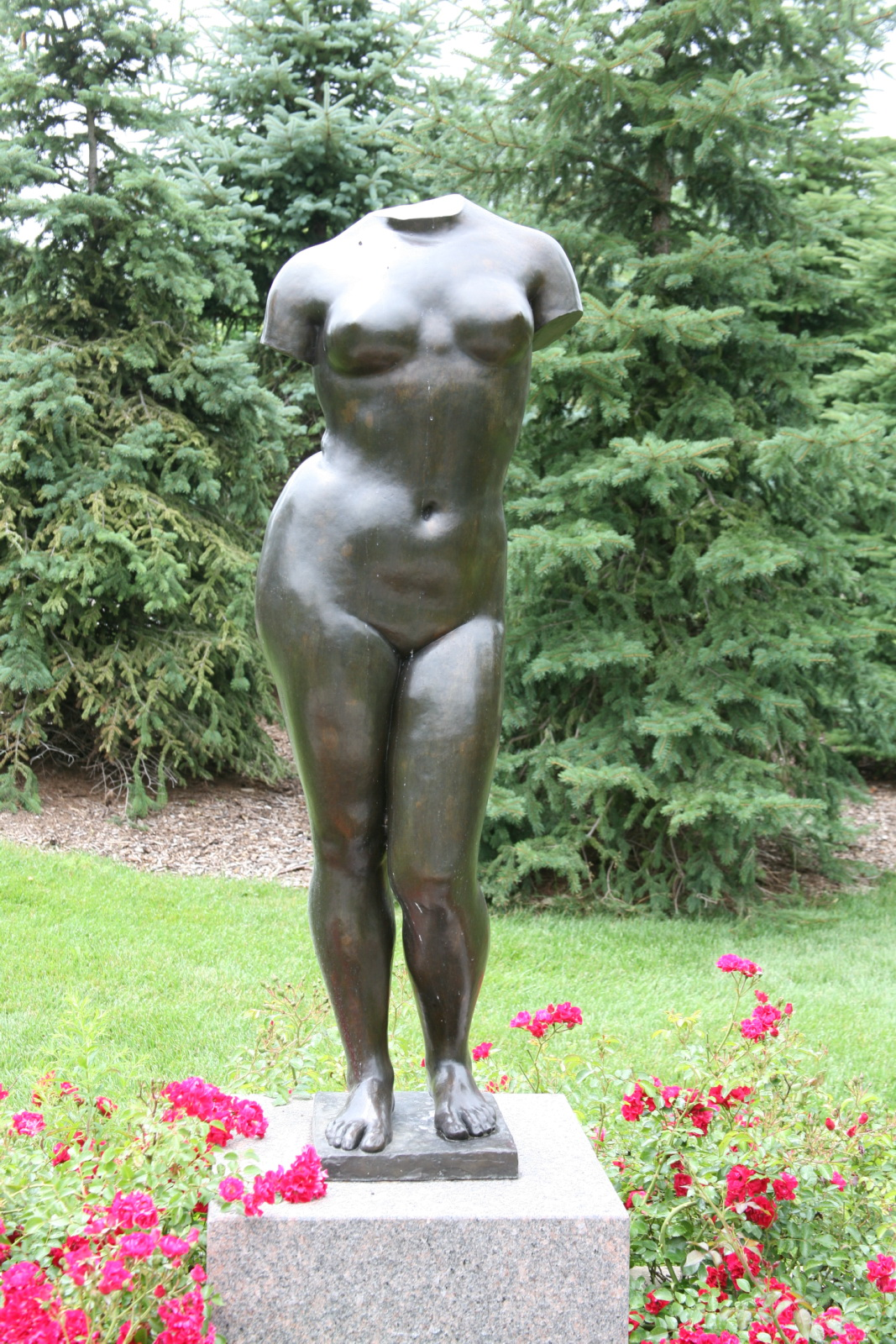
Torzó (1911)
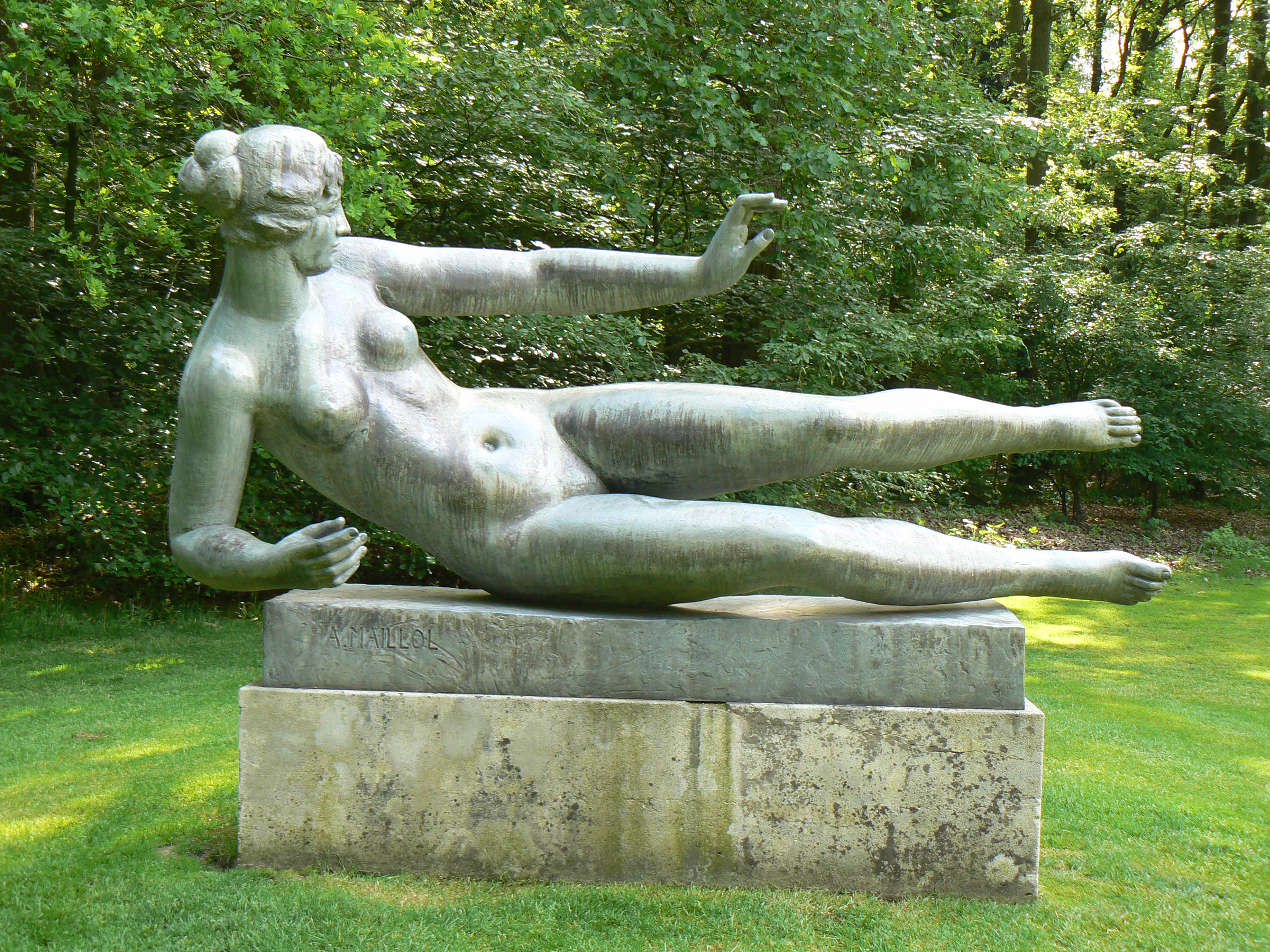
Lebegő akt (1939)
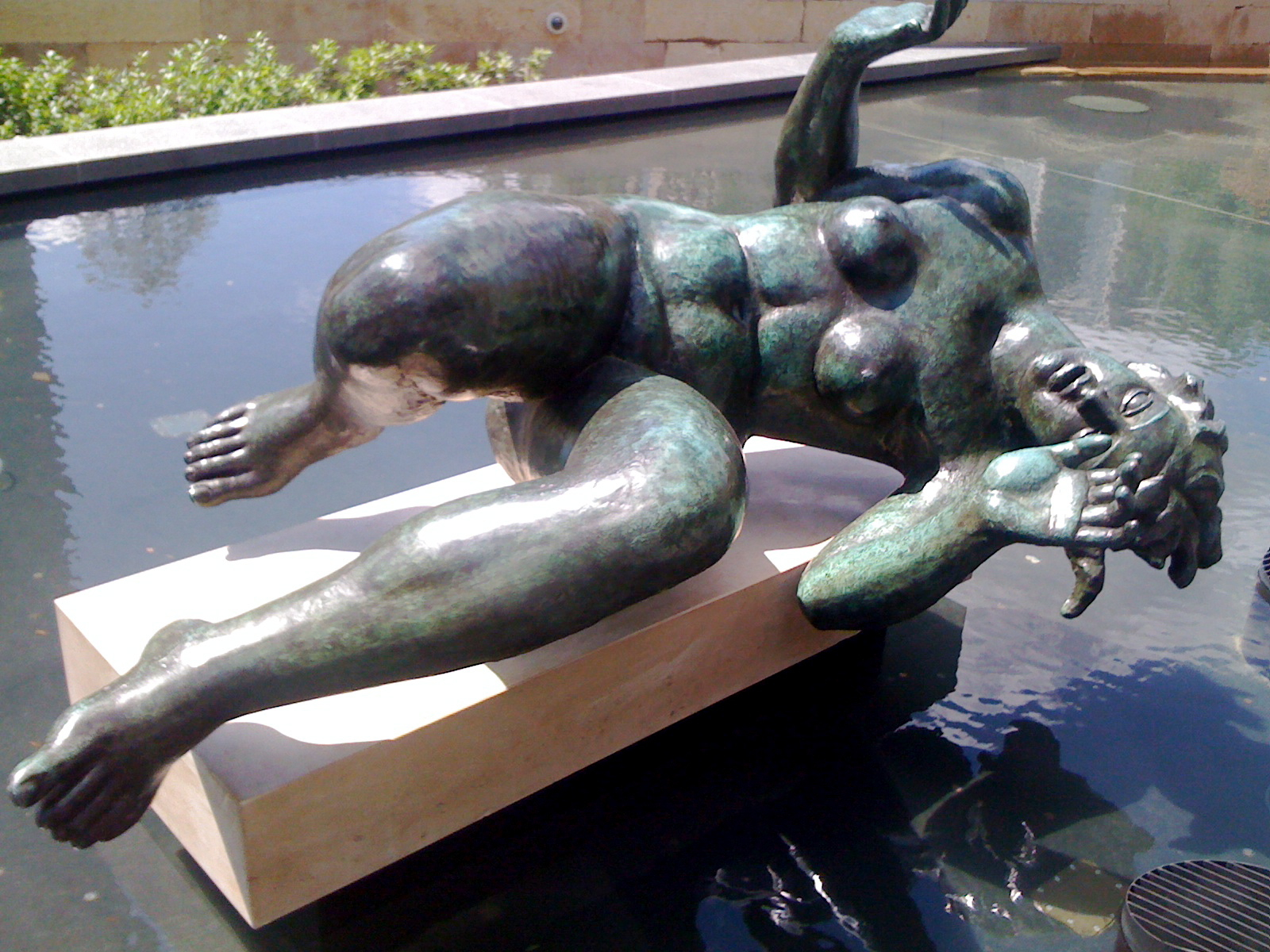
A folyó (1938-43)
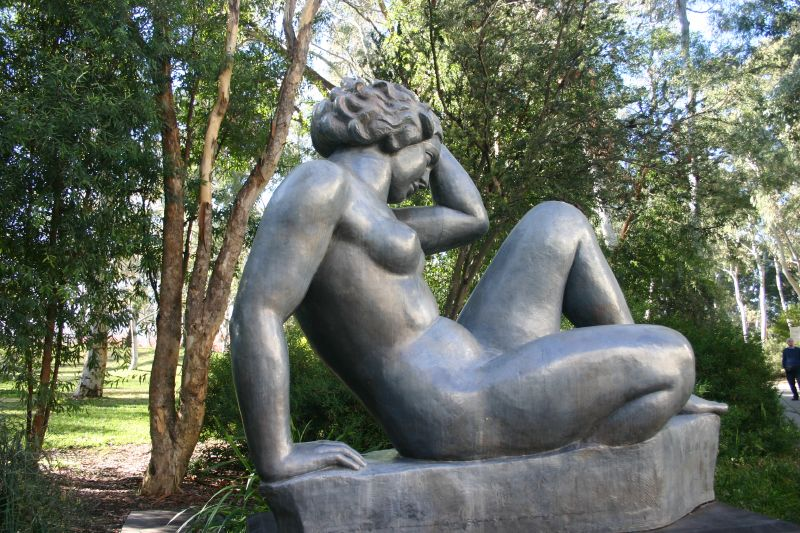
Tanulmány a hegyhez